# Holzerhof (Overath)
Holzerhof, bis Ende des 19. Jahrhunderts auch Holz genannt, war ein Ortsteil von Untereschbach in der Stadt Overath im Rheinisch-Bergischen Kreis in Nordrhein-Westfalen, Deutschland. Der Ort fiel in der ersten Hälfte des 20. Jahrhunderts wüst.

## Lage und Beschreibung
Der kleine Ortsteil Holzerhof lag westlich von Overath nahe der Sülz, unterhalb der Hoffnungsthaler Straße (Landesstraße 284) und  nahe der heutigen Stadtgrenze zu Bergisch Gladbach. Die Fläche ist heute Teil eines Golfplatzes. Ortschaften in der Nähe sind Unterauel und Daubenbüchel.

## Geschichte
Die Topographia Ducatus Montani des Erich Philipp Ploennies, Blatt Amt Porz, belegt, dass der Wohnplatz bereits 1715 eine Hofstelle besaß, die als Holts beschriftet ist. Carl Friedrich von Wiebeking benennt die Hofschaft auf seiner Charte des Herzogthums Berg 1789 als Holtz.
Der Ort ist auf der Topographischen Aufnahme der Rheinlande von 1817 als Holz verzeichnet. Die Preußische Uraufnahme von 1845 zeigt den Wohnplatz unbeschriftet. In der Preußischen Neuaufnahme von 1892 ist der Ort auf Messtischblättern als Holzerhof verzeichnet.
1822 lebten zwölf Menschen im als Bauergut kategorisierten und Holz bezeichneten Ort, der nach dem Zusammenbruch der napoleonischen Administration und deren Ablösung zur Bürgermeisterei Bensberg im Kreis Mülheim am Rhein gehörte. Für das Jahr 1830 werden für den als Holz bezeichneten Ort 15 Einwohner angegeben. Der 1845 laut der Uebersicht des Regierungs-Bezirks Cöln als Bauergüter  kategorisierte und Holz bezeichnete Ort besaß zu dieser Zeit drei Wohngebäude mit 13 Einwohnern, alle katholischen Bekenntnisses. Die Gemeinde- und Gutbezirksstatistik der Rheinprovinz führt Holz 1871 mit zwei Wohnhäusern und 15 Einwohnern auf. Im Gemeindelexikon für die Provinz Rheinland von 1888 werden für Holz drei Wohnhäuser mit 25 Einwohnern angegeben. 1895 besitzt der Ort ein Wohnhaus mit acht Einwohnern. 1905 werden zwei Wohnhäuser und zehn Einwohner angegeben.
In den 1930er/40er Jahren musste die Siedlungsstelle den wachsenden Halden und Aufbereitungsanlagen der Grube Lüderich weichen und der Ort fiel wüst.
Aufgrund § 10 des Köln-Gesetzes wurden 1975 mehrere Bensberger Außenorte in die Gemeinde Overath umgemeindet, darunter auch der Bereich um Untereschbach mit Holzerhof.
Heute liegt die Wüstung auf dem Gelände des Golfplatzes des Golfclubs Lüderich, der auf großen Flächen der ehemaligen Grube Lüderich angelegt wurde.